# Okkie Noordhuis-Noordhof
Okkien (Okkie) Noordhuis-Noordhof (Slochteren, 12 februari 1945) is een Nederlandse en Groningse schrijfster en dichteres.
De schrijverscarrière van Okkie Noordhuis-Noordhof begon met het schrijven van verhalen en gedichten in zowel het Nederlands als het Gronings. Diverse van deze Groningse verhalen werden gepubliceerd in onder meer Toal en Taiken. Toch brak ze pas echt door na het winnen van de Grunneger schriefwedstried in haar woonplaats Sappemeer en daarna het behalen van de Provinciale prijs voor volwassen verhalend proza in het Gronings voor haar verhaal n goie buur, welke samen met andere verhalen in het Gronings is gepubliceerd in een driedelige reeks genaamd Dunderstaintjes.
In 2001 kwam haar eerste kinderboek uit. Hiermee sloeg ze een andere weg in, des te meer omdat dit ook nog eens Nederlandstalig was. Na 2002 heeft ze zich alleen nog maar op Nederlandstalige kinderboeken gericht. De meeste van deze boeken zijn voorzien van illustraties gemaakt door haar dochter Immy Boersma-Noordhuis.
Okkie Noordhuis-Noordhof is getrouwd met Klaas Noordhuis, is moeder van 7 kinderen, grootmoeder van 24 kleinkinderen en overgrootmoeder van 3 achterkleinkinderen. Haar gezin en familie zijn een blijvende inspiratiebron voor haar boeken.

### Dunderstaintjes-reeks
- 1997 - Dunderstaintjes, dail 1
- 1998 - Dunderstaintjes, dail 2
- 2002 - Dunderstaintjes, dail 3

### Wouter-reeks
- 2001 - Wouter slaat terug
- 2002 - Wouter vecht door
- 2003 - Wouter lost het op

### Dieren-reeks
- 2004 - Slokkie de slak
- 2005 - Kornee het konijn
- 2006 - Kiki de kip
- 2007 - Doffer de duif
- 2008 - Koen de kikker
- 2009 - Eddie de egel
- 2010 - Lotte het lammetje
- 2011 - Remi de rat
- 2012 - Kim de kat
- 2013 - Ewout de ezel
- 2014 - Gompie de goudvis
- 2015 - Hanzo de hond
- 2016 - Erik de eekhoorn
- 2017 - Koosje de krielkip
- 2018 - Bibber de big
- 2024 - Kriebel de kraai

## Prijzen
- 1997 - Winnares Grunneger schriefwedstried (Hoogezand-Sappemeer)
- 1997 - Provinciale prijs voor volwassen verhalend proza in het Gronings voor n goie buur
- 1997 - Winnares K. ter Laan Dictee
- 1998 - Winnares K. ter Laan Dictee
- 2003 - Winnares Amateurbiebelvertoalwedstried